# Isépy Tamás
Isépy Tamás (Barancs, Csehszlovákia, 1924. március 20. – Budapest, 2004. április 2.) magyar ügyvéd, politikus. 1990-től haláláig országgyűlési képviselő, 1995 és 1997 között a Kereszténydemokrata Néppárt frakcióvezetője. 1990 és 1994 között az Igazságügyi Minisztérium politikai államtitkára.

## Életpályája
Középiskolai tanulmányait Miskolcon végezte, ahol 1942-ben érettségizett a Fráter György Gimnáziumban. Ekkor felvették a Pázmány Péter Tudományegyetem Jogtudományi Karára (ma: ELTE ÁJTK), ahol 1946-ban diplomázott. 1946 és 1950 között ügyvédjelölt Miskolcon.
1950-ben tette le az ügyvédi szakvizsgát. 1952-ben  kitelepítették a Hortobágyra, Borsóstanyára, mivel politikai ügyekben is vállalta a védelmet. 1953-ban térhetett csak vissza Miskolcra. 1955-ben a miskolci 3. számú ügyvédi munkaközösség tagja volt. 1958-ban a Magyar Ügyvédi Kamara kizárta tagjai sorából, de másodfokon a határozatot megsemmisítették. Ezután 1990-ig ügyvédként dolgozott, elsősorban polgári ügyekkel foglalkozott.

### Közéleti pályafutása
1989-ben belépett a Kereszténydemokrata Néppártba, az 1990-es országgyűlési választáson pártja Borsod-Abaúj-Zemplén megyei területi listájáról szerzett mandátumot. Rövid ideig a választási és mandátumvizsgáló bizottság alelnöke volt. Balsai István akkori igazságügy-miniszter politikai államtitkára volt 1990 és 1994 között.
Az 1994-es országgyűlési választáson pártja országos listájáról szerzett mandátumot, a mentelmi, összeférhetetlenségi és mandátumvizsgáló bizottság alelnökeként dolgozott. 1995-ben a KDNP-frakció vezetőjévé nevezték ki. 1997-ben több párttársával együtt szembekerült Giczy György akkor KDNP-elnök irányvonalával, később kizárták a pártból és a frakcióból. Rövid ideig független képviselő, majd belépett a Fidesz frakciójába, annak egyik helyettes vezetője lett. A Magyar Kereszténydemokrata Szövetség alapítója, majd elnökségi tagja volt.
1998-as országgyűlési választáson a Fidesz országos listájáról szerzett mandátumot, a mentelmi bizottság elnöke volt. 2002-ben úgyszintén a Fidesz és az MDF országos listájáról szerzett mandátumot, haláláig a mentelmi bizottság alelnöke.
Munkássága alatt több napilapban, hetilapban és szaklapban jelentetett meg jogi témájú tanulmányokat (például az állami elővásárlási jogról).
Hosszan tartó, súlyos betegség után hunyt el 2004-ben, Budapesten.

## Családja
A magyarizsépi Isépy család leszármazottja. 1955-ben feleségül vette Dadányi Máriát (1933–1990), aki a grúziai Mingrélia uralkodócsaládjának, a Dadiani-háznak a magyar ágából, a Dadányi családból származott, és IV. Leó (Levan) mingréliai fejedelem (herceg) 8. (generációs) leszármazottjaként látta meg a napvilágot. A szülei Dadányi Miklós (1902–1975) és Semsey Mária (1913–1996) voltak. Apja, Dadányi Miklós másodfokú unokatestvére volt Dadányi György írónak. Isépy Tamás és Dadányi Mária házasságából három leánygyermek született: Eszter (1956– ), Zsuzsanna (1959– ) és Mária (1964– ).

## Főbb művei
- Rendszerváltozás, politika, jog (összegyűjtött írások)
- Önkormányzatok és a volt egyházi ingatlanok (kézikönyv)
- Politikai forgácsok (2000)

## Díjai, elismerései
- Honoris causa Jedlik Ányos-díj